# Pożdżenice
Pożdżenice – wieś położona w gminie Zelów, w powiecie bełchatowskim, w województwie łódzkim, w Polsce.

## Historia
Była to wieś szlachecka, w XVII w. należała do Gomolińskich, w następnym wieku do Szamowskich h. Prus I. Parafia powstała w 1622 roku. Erygowana przez arcybiskupa gnieźnieńskiego Wawrzyńca Gembickiego i jako samodzielna parafia istniała do 1863 roku, kiedy to wcielono ją do parafii w Wygiełzowie. W 1927 roku, została odłączona od Wygiełzowa i wcielona w granice parafii w Zelowie. Reaktywowano ją w 1958 roku. Pierwszy kościół św. Barbary był fundacji Wojciecha i Barbary Wężyków Gomolińskich. Obecny kościół św. Kazimierza i św. Barbary postawiono w 1836 roku z fundacji kasztelana sieradzkiego hr. Miączyńskiego. Kościół jest orientowany, drewniany, konstrukcji zrębowej, jednonawowy, na planie prostokąta. Dach dwuspadowy z wieżyczką na sygnaturkę. Bogate uposażenie wnętrza z XVII w. pochodzące zapewne z wcześniejszej świątyni. Obok stoi drewniana dzwonnica z początku XIX w.
W 1843 roku było tu 30 rodzin czeskich, 33 niemieckie i tylko 6 polskich. W 1921 roku wieś liczyła 147 domów i 1061 mieszkańców, z których 66% było ewangelikami. Dziś wyróżnia się dwie wsie: Pożdżenice i Pożdżenice Kolonię, zwaną kiedyś Holenderską. Ta ostatnia została założona przez kolonistów niemieckich prawdopodobnie u schyłku XVIII w.
W latach 1954-1968 wieś była siedzibą gromady Pożdżenice, po jej zniesieniu w gromadzie Zelów. W latach 1975–1998 miejscowość administracyjnie należała do województwa piotrkowskiego.

### Religia
W Pożdżenicach opiekę duszpasterską nad niemieckimi kolonistami sprawował Kościół ewangelicko-augsburski. W 1857 roku miejscowość stała się filiałem Parafii Ewangelicko-Augsburskiej w Bełchatowie. W miejscowości znajdował się dom zborowy ze szkołą kantoracką, w którym odbywały się prowadzone przez pastora, bądź lokalnego kantora nabożeństwa ewangelickie oraz lekcje dla dzieci. Do 1934 roku zajęcia szkolne prowadzone były w języku niemieckim. W latach 20. i 30. XX wieku funkcję kantora we wsi pełnił Hermann Kurzmanowski.

## Zabytki
Według rejestru zabytków Narodowego Instytutu Dziedzictwa na listę zabytków wpisany jest obiekt:
- szkoła, pocz. XIX w., nr rej.: 436 z 25.07.1967

## Szlaki turystyczne
Przez wieś prowadzi  niebieski turystyczny Szlak „Osady Braci Czeskich” (65 km): Widawa (PKS) – Ruda – Chrząstawa – Faustynów – Walewice – Pożdżenice – Zelów – Zelówek – Bocianicha – Grzeszyn – Gucin – Rokitnica – Talar – Barycz – Ostrów – Łask Kolumna (PKP, PKS).